# 加倉井駿一
加倉井 駿一（かくらい しゅんいち、1920年5月11日 - 1974年6月7日）は、日本の厚生官僚。公衆衛生局長などを務めた。

## 来歴
茨城県出身。慶応義塾大学医学部を1945年に卒業後、1946年より茨城県衛生課に勤務する。1950年に厚生省に入省した。
1962年に鳥取県厚生部長として出向。着任翌年の1963年、ハンセン病患者への偏見除去を持論としていた加倉井は、患者を国立ハンセン病療養所から一時帰省させる「里帰り事業」を着想し、らい予防法が存在する中、1964年に他の都道府県に先駆けて患者4人の帰省を実現させた。この事業は報道されて話題を呼び、他の都道府県でも追随する形で実施されるようになった。
1965年に厚生省に復帰して医務局国立療養所課長となる。在任中の1968年4月、国立病院特別会計法の改正により国立療養所会計が特別会計に移行された。
厚生省科学技術参事官時代の1970年、端緒期であった川崎病につき、川崎富作からの研究費申請に対して重松逸造を紹介し、国による本格的な対策のさきがけとなった。
1972年に公衆衛生局長に就任した。在任中の1973年、日本医師会主催の会合に出席した際、旧優生保護法によって実施されていた「精神疾患の遺伝性を理由とした矯正手術」に疑問を投げかけ、その内容は翌年発刊の医師会機関誌にも掲載された。ただし、矯正手術自体はその後も1989年まで実施された。